# Distretto di Sachaca
Il distretto di Sachaca è uno dei ventinove distretti della provincia di Arequipa, in Perù. Si trova nella regione di Arequipa e si estende su una superficie di 26,63 chilometri quadrati.

Ha per capitale la città di Sachaca e contava 20.008 abitanti nel censimento 2005.